# 横浜連隊区
横浜連隊区（よこはまれんたいく）は、大日本帝国陸軍の連隊区の一つ。1941年（昭和16年）の一府県一連隊区制によって神奈川県を管轄区域に設置され、その徴兵・召集等兵事事務を取り扱った。実務は横浜連隊区司令部が執行した。1945年（昭和20年）、同域に横浜地区司令部が設けられ、地域防衛体制を担任した。

## 沿革
横浜連隊区の管轄区域である神奈川県は連隊区制度が設けられた1896年（明治29年）の時点では横浜連隊区と麻布連隊区に分かれた。神奈川県の大半は横浜連隊区に属し、麻布連隊区には橘樹郡（たちばなぐん）と都筑郡が含まれていた。
日本陸軍の内地19個師団体制に対応するため陸軍管区表が改正（明治40年9月17日軍令陸第3号）され、1907年（明治40年）10月1日、横浜連隊区は甲府連隊区と名称を変えた。管轄区域はそのままである。1925年（大正14年）4月6日、日本陸軍の第三次軍備整理に伴い陸軍管区表が改正（大正14年軍令陸第2号）され、同年5月1日、麻布連隊区に属していた橘樹郡と都筑郡が甲府連隊区に移され、甲府連隊区は山梨県と神奈川県の全域が属する事となった。
1941年（昭和16年）11月1日に陸軍管区表が改められ北海道を除き一府県一連隊区設置される事となった。その前段として同年4月1日、甲府連隊区から神奈川県は分離して一連隊区となり横浜連隊区が復活し、司令部を横浜市中区老松町に設置。新設の横浜連隊区は東部軍管区東京師管に属した。1945年には作戦と軍政の分離が進められ、軍管区・師管区に司令部が設けられたのに伴い、同年3月24日、連隊区の同域に地区司令部が設けられた。地区司令部の司令官以下要員は連隊区司令部人員の兼任である。同年4月1日、東京師管は東京師管区と改称された。

## 連隊区司令官経験者
- 後藤十郎 予備役陸軍少将：昭和16年4月1日 - 昭和17年11月18日
- 平岡力 大佐：昭和17年11月18日 - 昭和19年5月22日
- 丸山定 予備役陸軍少将：昭和19年5月22日 - 昭和20年3月31日

横浜連隊区兼横浜地区司令官
- 鈴木春松 予備役陸軍中将：昭和20年3月31日[8] -